# IOS 11
iOS 11 ist die 11. Version des mobilen Betriebssystems iOS von Apple, das als Nachfolger von iOS 10 entwickelt wurde. Es wurde auf der Worldwide Developers Conference des Unternehmens am 5. Juni 2017 angekündigt und am 19. September 2017 veröffentlicht.
Am 4. Juni 2018 kündigte Apple auf der Worldwide Developers Conference den Nachfolger iOS 12 an.

## Änderungen
Der Sperrbildschirm und das Benachrichtigungzentrum wurden kombiniert, sodass alle Benachrichtigungen direkt auf dem Sperrbildschirm angezeigt werden können. Der App Store erhält eine visuelle Überarbeitung, die sich auf redaktionelle Inhalte und tägliche Highlights konzentriert. Die Datei-Verwaltung „Dateien“ ermöglicht den direkten Zugriff auf lokale und in der Cloud gespeicherte Dateien. Die Kamera verfügt über neue Einstellungen für verbesserte Fotos im Hochformat und verwendet neue Kodierungstechnologien, um die Dateigröße auf neueren Geräten zu reduzieren.
Die Bedienhilfe „Farben umkehren“ wurde um die Option „intelligent“ erweitert. Damit kann in vielen Apps augenschonend mit schwarzem Hintergrund gelesen werden.
Ab iOS 11 können keine 32 Bit Apps mehr verwendet werden.

## Unterstützte Geräte
Mit iOS 11 werden nur noch Geräte mit 64-Bit-Prozessor unterstützt. Im Vergleich zu iOS 10 werden damit Geräte mit dem Apple A6 und A6X nicht mehr unterstützt.

### iPhone
- iPhone 5s
- iPhone SE (1. Generation)
- iPhone 6 und iPhone 6 Plus
- iPhone 6s und iPhone 6s Plus
- iPhone 7 und iPhone 7 Plus
- iPhone 8 und iPhone 8 Plus
- iPhone X

### iPod Touch
- iPod Touch (6. Generation)

### iPad
- iPad Air
- iPad Air 2
- iPad (2017)
- iPad (2018)
- iPad Mini 2
- iPad Mini 3
- iPad Mini 4
- iPad Pro (1. Generation)
- iPad Pro (2. Generation)

## Trivia
Intern trägt iOS 11.0 den Namen „Tigris“ und ist damit nach dem Fluss in Vorderasien benannt (siehe Versionsgeschichte von iOS#iOS 11.x). Alle weiteren Unterversionen von iOS 11 sind intern nach Städten in der Türkei benannt. Der erste Buchstabe dieser Namen entspricht der Stelle im Alphabet. Zum Beispiel ist die zweite Unterversion iOS 11.1 und trägt den Namen „Bursa“. Die dritte Unterversion ist iOS 11.2 und heißt „Cinar“. Danach folgen „Dalaman“, „Emet“, „Fatsa“ und „Gebze“.